# 阿纳托利·沃罗诺夫斯基
阿纳托利·弗拉基米罗维奇·沃罗诺夫斯基（羅馬化：Anatoliy Vladimirovich Voronovskiy；1966年12月28日—）是俄罗斯政治人物，第八届国家杜马代表。
从阿塞拜疆高等海军学院毕业后，沃罗诺夫斯基在北方舰队服役。 1998年，他开始在摩尔曼斯克州联邦税务警察局办公室的内部安全和反腐败部门工作。2002年至2005年，他担任克拉斯诺达尔边疆区乌斯季拉宾斯克区民防和紧急情况、哥萨克和经济事务部部长。2005年，他成为乌斯季-拉宾斯克市长。2008年，他成为旧明斯卡亚区区长。2015年，他被任命为克拉斯诺达尔边疆区交通部第一副部长，随后担任该部部长。一年后，沃罗诺夫斯基成为克拉斯诺达尔边疆区交通和道路设施部长。2017年至2020年担任克拉斯诺达尔边疆区副行政长官。2020-2021年，他担任克拉斯诺达尔边疆区行政长官韦尼阿明·孔德拉季耶夫的顾问。2021年9月起担任第八届国家杜马代表。

## 制裁
沃罗诺夫斯基于2022年因俄乌战争而受到英国政府制裁。